# Imieni Swierdłowa
Imieni Swierdłowa (ros. имени Свердлова)  – osiedle typu miejskiego w Rosji, w obwodzie leningradzkim, w rejonie wsiewołożskim. W 2010 roku liczyło 9260 mieszkańców.